# 巴布艾特巴尼-贾巴穆森冲突
巴布艾特巴尼-贾巴穆森冲突是指一场发生于的黎波里 (黎巴嫩)巴布艾特巴尼的逊尼派穆斯林与贾巴穆森的阿拉维派之间爆发的一系列冲突。这两个社区自黎巴嫩内战以来就一直处于对立状态，并且经常发生冲突。两地的居民因为教派问题以及双方对叙利亚政府的态度而分化。冲突在叙利亚内战期间突然激化。

## 背景
逊尼派穆斯林与阿拉维派穆斯林已经对立了数个世纪。累范特地区的阿拉维派在奥斯曼帝国时期遭到打压。但在法属叙利亚时期，阿拉维派通过加入法国殖民地军队获得了地位和影响力。在从法国独立后，叙利亚的阿拉维派掌控权利（这其中以阿萨德家族为代表）。这引起了在叙利亚占多数的逊尼派穆斯林中的一些人的不满。作为回应，这些人在叙利亚发动了逊尼派穆斯林的叛乱活动，叛乱在1982年哈马大屠杀后被镇压。
的黎波里是拥有50万人口，是黎巴嫩第二大城市，仅次于首都贝鲁特。由于城内居民中逊尼派占压倒性优势，所以的黎波里被视为黎巴嫩逊尼派保守势力的大本营。从总体上来说，黎巴嫩人口中27%是逊尼派穆斯林。 作为一个逊尼派占主要入口的城市，所有黎巴嫩逊尼派穆斯林派别都集中在的黎波里。大街上挂有很多绘有可兰经的黑色横幅，城内有很多教授逊尼派基本教义的宗教学校，而很多妇女都带面纱出门。的黎波里也是黎巴嫩萨拉菲主义（即逊尼派的原教旨主义）运动的起源地。巴布艾特巴尼社区以及其他的黎巴嫩逊尼派社区与沙特阿拉伯关系密切，沙特向这些社区提供财政支援。
在黎巴嫩阿拉维派的总人口最多在12万人，将近一半的黎巴嫩阿拉维派教徒居住在的黎波里的贾巴穆森社区以及邻近的Akkar地区的村庄，其中4万至6万名阿拉维派居住在的黎波里。 黎巴嫩的阿拉维派与叙利亚关系密切，其中也包括执政的阿萨德家族。
贾巴穆森社区与巴布艾特巴尼社区之间是叙利亚大街，贾巴穆森位于山顶，而巴布艾特巴尼在地势较低的地方。 这两个社区很多居民都处于失业状态，这使得他们在有冲突发生是能够很容易的被动员起来。黎巴嫩北部地区是黎巴嫩最贫困的地区，长期以来被黎巴嫩政府忽视，这使得极端主义在这一地区有空间发展势力。 North Lebanon is one of the most impoverished parts of Lebanon, and is neglected by the government, leaving room for extremism to grow. 这两个社区之前还算是繁荣，直到60年代一场洪水摧毁了很多建筑，之后又爆发了黎巴嫩内战。这一地区之间还留有很多建筑遗迹。

## 黎巴嫩内战期间双方的冲突
在1975年至1990年的黎巴嫩内战期间，以贾巴穆森社区为基地的阿拉伯民主党与叙利亚结盟，在战斗中与叙利亚政府军并肩作战，在的黎波里对抗主要以巴布艾特巴尼为根据地的塔希德运动（Tawhid Movement）。在开战前，这两个街区的居民都混居在一起。
1984年8月，塔希德运动与阿拉伯民主党爆发冲突。在的黎波里的街道上双方展开激战，超过400人战死。之后在8月22日，塔希德运动占领了港口区域，使得他们的地位得到加强。双方的战斗持续到9月18日，在叙利亚调解下，冲突双方达成停火协议。 到了1985年，塔希德运动基本控制了的黎波里，而阿拉伯民主党只能固守在贾巴穆森。
1986年12月18日，塔希德运动领导人萨米尔•哈桑（Samir al-Hassan）在的黎波里被叙利亚军队逮捕。作为回应。他的手下袭击了一处检查站，导致15名叙利亚士兵丧生。这使得叙利亚政府对塔希德运动忍无可忍。在阿拉伯民主党、黎巴嫩共产党、叙利亚社会民族主义党和阿拉伯复兴党民兵的帮助下，叙利亚政府军彻底击败塔希德运动，击毙了大批武装分子，拘捕了有些成员并使该组织残余人员分崩离析。

## 2008年的冲突
在2008年黎巴嫩冲突中，亲政府的逊尼派与反政府的阿拉维派发生冲突。 在2007年黎巴嫩冲突后，有迹象显示伊斯兰极端组织“伊斯兰法塔赫”计划袭击的黎波里的阿拉维派，阿拉伯民主党以此为借口重新武装起来。
在5月10日至11日的夜间，阿拉维派的真主党支持者与逊尼派政府支持者在的黎波里发生激烈冲突。1名妇女在冲突中丧生。
5月11日，据报道逊尼派政府支持者使用机枪和火箭弹在阿拉维派为主的贾巴穆森社区与反政府派别的支持者发生战斗。 5月12日，在的黎波里的冲突中有1人丧生，至少6人受伤。政府军发表声明称如果双方不在次日早晨之前结束冲突，政府军将介入并且在有必要的情况下使用武力结束冲突。
在6月22日和23日，在的黎波里至少有9人—8名平民和1名警察在冲突中丧生，还有55人受伤。冲突在22日早晨6点爆发，双方使用了机枪和火箭弹。
7月25日至29日，23人在的黎波里的冲突中丧生。
9月8日，阿拉维派和逊尼派领导人签署停火协议以结束紧张局势和冲突，这些问题自黎巴嫩内战以来就一直困扰着的黎波里市。逊尼派的未来阵线领导人萨阿德•哈里里在随后访问了的黎波里并发表声明：“我们两派都是黎巴嫩人，我们不允许任何人试图挑拨我们。我愿做任何我所能做的事以阻止任何人危害到的黎波里市内的阿拉维派的安全，并挫败任何试图危害到阿拉维派乃至整个的黎波里安全的外部阴谋。”
阿拉伯民主党下属的武装组织现任领导人Rifa'at Eid在一次采访中说：“我们组织是最容易攻击的目标，有时候就像是真主党的替死鬼一样。我们的麻烦只有在什叶派和逊尼派先解决好之后才能解决。”至少有9000名阿拉维派在冲突中逃离家园。 As many as 9,000 Alawis fled their homes during the conflict.

## 2009年
2009年10月，贾巴穆森社区遭到不明身份袭击者的手榴弹袭击。

## 2010年
2010年11月2日，尽管数月前有火箭弹袭击了贾巴穆森，但两个社区以及周边村庄和难民营的孩子混合组队，进行了一场足球友谊比赛。
数周后，贾巴穆森再次遭到火箭弹袭击，而阿拉伯民主党领导人Ali Eid.住所附近有枚炸弹被发现。

## 叙利亚内战期间的冲突

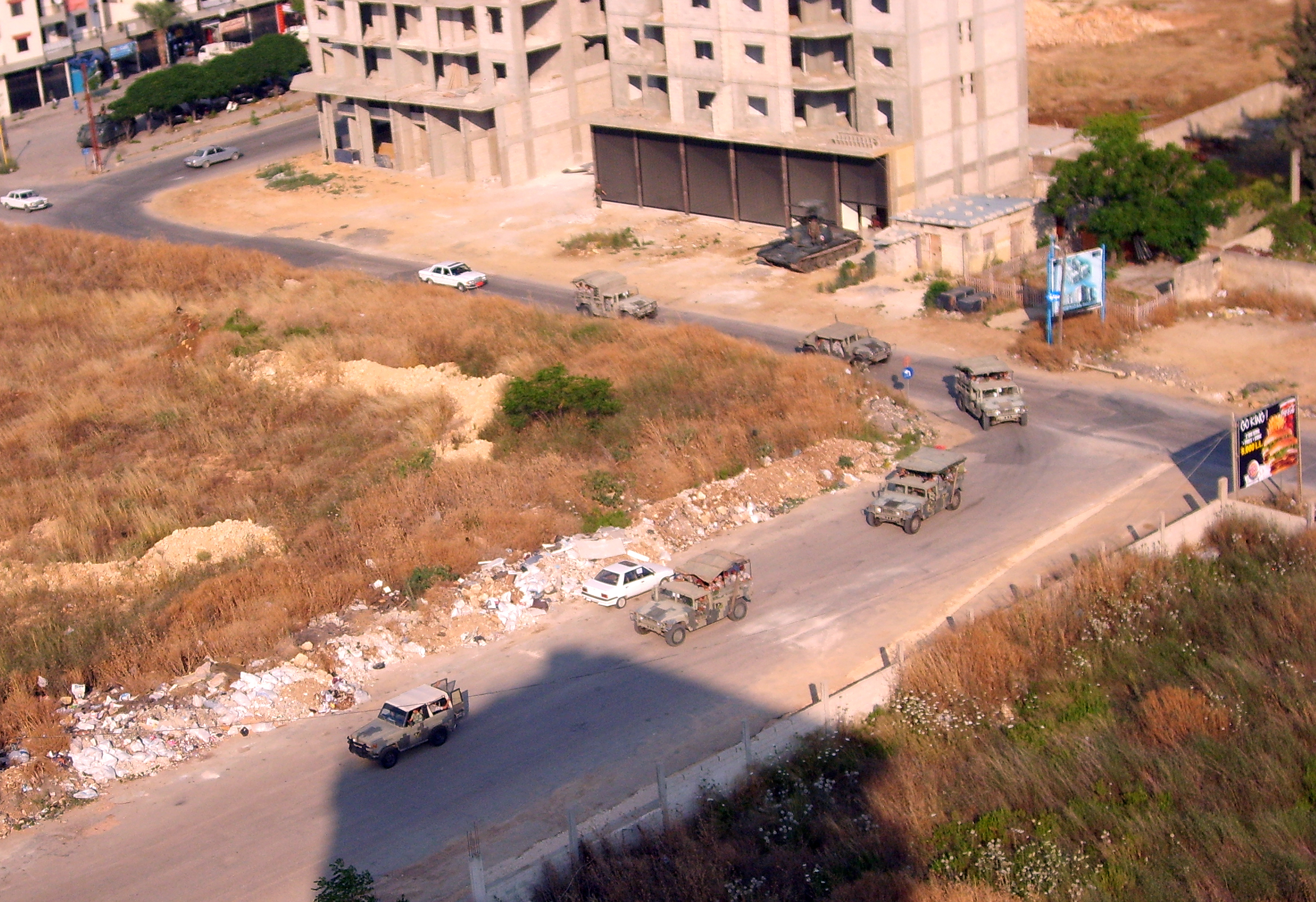
黎巴嫩政府军在贾巴穆森巡逻

### 2011年1月
2011年1月17日，的黎波里的冲突导致7人丧生，59人受伤。在巴布艾特巴尼的一场支持叙利亚反对派的游行之后冲突发生。冲突双方为来自贾巴穆森和巴布艾特巴尼的武装分子。死者中包括一名黎巴嫩政府军士兵和一名阿拉伯民主党官员。

### 2012年2月
2012年2月10日至11日，在贾巴穆森和巴布艾特巴尼的冲突导致2到3人丧生。而政府军随后介入了冲突，又导致6名士兵受伤。 人们担心叙利亚内战将会蔓延至黎巴嫩。

### 2012年5月
大约2到4人在5月12日夜里的冲突中丧生。在这场战斗中，双方使用了火箭弹和自动步枪。在冲突爆发前数小时，黎巴嫩政府军与一群年轻的伊斯兰主义者发生交火。当时这群人正在的黎波里举行抗议活动，要求释放一名恐怖分子嫌疑人。 T冲突是由于当时这群同情叙利亚反对派的年轻人正试图闯入社会民主党的办公室。 据报道，在死者中有3名是逊尼派平民，一名为政府军军官。
冲突持续到了5月14日，最后总共导致5名阿拉维派和1名逊尼派丧生。
在5月15日，政府军被部署到这一地区并介入到冲突中，导致8人受伤，其中包括1名政府军士兵。 By 16 May, the clashes had left 11 dead.截止5月16日，冲突导致11人丧生，其中包括1名士兵。
来自西方外交官员的消息称这些冲突是一场萨拉菲派革命的序幕，旨在向叙利亚反对派提供帮助。.由沙特支持的“3月14日联盟”（ March 14 Alliance）指责叙利亚正试图将黎巴嫩拖入危机中。“3月14日联盟”领导人Mustafa Alloush 在一场例行联盟周会之后声称“这事实上是试图将的黎波里变成一个充满恐怖主义的地方，并旨在打击黎巴嫩北部地区，这一地区欢迎并帮助那些来自叙利亚流离失所的难民。”的黎波里及黎巴嫩北部地区在2011年3月叙利亚内乱开始时就有大批叙利亚难民涌入。
截止5月18日，在5月份的冲突中已有12人丧生，超过100人受伤。.
5月21日，两个社区之间互射了多枚火箭弹，但没有人员伤亡的报道。5月30日，两个社区间的冲突又导致2人受伤。
一名与阿拉伯民主党并肩作战的逊尼派在5月的冲突中丧生，此人被逊尼派视为叛徒。

### 2012年6月
6月2日至3日，贾巴穆森与巴布艾特巴尼之间的冲突导致15人丧生，超过60人受伤。作为对这次战斗的回应，政府军重新开进了分隔了交战双方所在的社区的叙利亚大街，并在冲突双方之间设立了缓冲区。  在冲突双方宣布停火之后，在6月3日夜间又发生了多起违反停火的行为，导致1名警察和1名政府军士兵受伤。6月8日，在贾巴穆森1人被狙击手打死。
在冲突中，贾巴穆森遭到周边多个社区的攻击，包括巴布艾特巴尼、沙拉尼、巴卡、Riva、Malouleh和Mankoubin。而在战斗之后，在的黎波里多个阿拉维派的商铺被焚毁。

### 2012年7月
7月18日，在巴布艾特巴尼的一场庆祝多名叙利亚部长遭到炸弹袭击的反叙利亚活动中，1人因流弹丧生，多人受伤。
7月21日，由于非政治上的原因，两个巴布艾特巴尼的逊尼派家族成员发生冲突，导致2人丧生，多人受伤。在7月29日，又有2人因此次冲突丧生。
7月27日，有两人在返回位于贾巴穆森社区的途中遭到不明身份袭击者的刺死。这起袭击事件引起了武装分子之间的冲突， 造成15人受伤，其中包括3名政府军士兵。

### 2012年8月
2012年8月9日，来自Tawheed运动的支持真主党的逊尼派人士与萨拉菲主义者在的黎波里发生冲突。
8月20日至21日，根据黎巴嫩安全部队和医疗机构的消息，在的黎波里逊尼派穆斯林与阿拉维派的冲突导致12人丧生，超过100人受伤，其中包括15名政府军士兵。两名死者来自贾巴穆森社区，5人来自巴布艾特巴尼。在死者中有一名年仅13岁的男孩。在政府军受伤人员中有5人是在8月20日的枪战中受伤，还有5人是在次日一起针对一处政府军检查站的手榴弹袭击事件中受伤。
8月22日，黎巴嫩政府军再次尝试阻止暴力冲突发生。政府军向长期有冲突的社区派遣了部队。但是，政府军遭遇严重损失，并被迫撤退。在与社区领导人进行对话后，政府军成功使得冲突双方达成停火。
但停火在8月23日以失败告终，在全城范围内爆发了新的一系列冲突。黎巴嫩政府军向街道内部署了坦克以试图再次控制局势。
8月24日，在当天黎明Qobbah和 贾巴穆森街区逊尼派和阿拉维派武装分子使用轻武器和火箭弹展开交火，逊尼派神职人员Sheikh Khaled al Barade在冲突中被狙击手枪杀。据报道Sheikh Khaled al Barade是一伙逊尼派伊斯兰武装分子的首领，他的死导致城内发生新的教派骚乱，战斗也因此进一步升级。在逊尼派社区至少有7座阿拉维派群众的商铺遭到不明身份的袭击者焚毁。在持续一天的战斗中有两名新闻记者受伤，据报道至少有3人丧生，21人受伤。 
据统计，这一轮冲突共导致17人丧生，超过120人受伤。

### 2012年10月
10月21日，黎巴嫩安全部队情报局长维萨姆•哈桑遭暗杀引发了暴力冲突。 在贾巴穆森与巴布艾特巴尼两个社区间的冲突中两名小女孩和一名男子丧生。当天晚上，在贝鲁特Tariq al-Jadeedah社区前总理哈里里的拥护者与敌对派别发生冲突。10月22日， 2名逊尼派和1名阿拉维派在冲突中丧生，另有15人受伤。

### 2012年12月
2012年12月4日至9日，在的黎波里的冲突至少造成12人丧生，73人受伤。这起冲突是由之前Tall Kalakh伏击所引发的，冲突双方为阿拉维派和逊尼派。当时来自黎巴嫩北部的大约14到20名伊斯兰主义者（其中包括1名巴勒斯坦人）在叙黎边境的Tall Kalakh遭到伏击并被击毙。这些人是准备前往叙利亚加入反对派的。

### 2013年的冲突
2月28日，有5人因为向这两个社区投掷手榴弹而被捕。他们声称受一个代号“Z.S.”的人的指使，意图制造混乱。 
在3月，在贾巴穆森和巴布艾特巴尼之间发生了一些零星冲突。在贾巴穆森有两人被狙击手开枪打伤。3天之后，一名来自贾巴穆森的男子遭枪击身亡。
截止3月22日，有6人（其中包括一名政府军士兵）死于冲突。在3月23日，又有3人在冲突中丧生。
在5月19日至20日，在贾巴穆森和巴布艾特巴尼之间新的冲突造成2名平民和2名政府军丧生。 到22日，有12日在5月份的冲突中丧生。在成为袭击对象后，黎巴嫩政府军在5月23日撤离了该市街道。在当天夜里的冲突中，6人丧生，而迫击炮第一次在冲突中被使用。截止5月26日，31人在冲突中丧生， 204人受伤。之后贾巴穆森社区遭到政府军的搜查，而阿拉伯民主党领导人Rifa'at Eid则对此表示怀疑，因为敌对的巴布艾特巴尼社区并没有遭到突击搜查。
11月29日至30日，有13人在冲突中丧生。